# Liste des compagnies aériennes en Indonésie
 (mai 2021).
La mise en forme du texte ne suit pas les recommandations de Wikipédia : il faut le « wikifier ».
Les points d'amélioration suivants sont les cas les plus fréquents :
- Les titres sont pré-formatés par le logiciel. Ils ne sont ni en capitales, ni en gras.
- Le texte ne doit pas être écrit en capitales (les noms de famille non plus), ni en gras, ni en italique, ni en « petit »…
- Le gras n'est utilisé que pour surligner le titre de l'article dans l'introduction, une seule fois.
- L'italique est rarement utilisé : mots en langue étrangère, titres d'œuvres, noms de bateaux, etc.
- Les citations ne sont pas en italique mais en corps de texte normal. Elles sont entourées par des guillemets français : « et ».
- Les listes à puces sont à éviter, des paragraphes rédigés étant largement préférés. Les tableaux sont à réserver à la présentation de données structurées (résultats, etc.).
- Les appels de note de bas de page (petits chiffres en exposant, introduits par l'outil «  Source ») sont à placer entre la fin de phrase et le point final[comme ça].
- Les liens internes (vers d'autres articles de Wikipédia) sont à choisir avec parcimonie. Créez des liens vers des articles approfondissant le sujet. Les termes génériques sans rapport avec le sujet sont à éviter, ainsi que les répétitions de liens vers un même terme.
- Les liens externes sont à placer uniquement dans une section « Liens externes », à la fin de l'article. Ces liens sont à choisir avec parcimonie suivant les règles définies. Si un lien sert de source à l'article, son insertion dans le texte est à faire par les notes de bas de page.
- La présentation des références doit suivre les conventions bibliographiques. Il est recommandé d'utiliser les modèles {{Ouvrage}}, {{Chapitre}}, {{Article}}, {{Lien web}} et/ou {{Bibliographie}}. Le mode d'édition visuel peut mettre en forme automatiquement les références.
- Insérer une infobox (cadre d'informations à droite) n'est pas obligatoire pour parachever la mise en page.

Pour une aide détaillée, merci de consulter Aide:Wikification.
Si vous pensez que ces points ont été résolus, vous pouvez retirer ce bandeau et améliorer la mise en forme d'un autre article.
 (mai 2025).

## Compagnies aériennes régulières
| Compagnie aérienne | Image | IATA | OACI | Indicatif d'appel | Aéroport (s) Hub | Remarques                                                  |
| ------------------ | ----- | ---- | ---- | ----------------- | --- | ---------------------------------------------------------- |
| Aviastar           |       | MV   | VIT  | AVIASTAR          | Aéroport Syamsudin Noor |                                                            |
| Batik Air          |       | ID   | BTK  | BATIK             | Aéroport international Soekarno-Hatta Aéroport international Halim Perdanakusuma | Filiale et bras de service complet de Lion Air Group       |
| Citilink           |       | QG   | CTV  | SUPERGREEN        | Aéroport international de Juanda Aéroport international de Soekarno-Hatta Aéroport international Halim Perdanakusuma | Filiale et bras LCC de Garuda Indonesia Group AOC 121-046  |
| Garuda Indonesia   |       | GA   | GIA  | INDONESIA         | Aéroport international Soekarno-Hatta < Aéroport Ngurah Rai Aéroport international de Kualanamu Aéroport international Sultan Hasanuddin                                                                                             | Compagnie aérienne nationale AOC 121                       |
| Indonesia AirAsia  |       | QZ   | AWQ  | WAGON AIR         | Aéroport international Soekarno-Hatta Aéroport Ngurah Rai Aéroport international Husein Sastranegara Aéroport international de Juanda                                                                                                | AOC 121                                                    |
| Lion Air           |       | JT   | LNI  | LION INTER        | Aéroport international Soekarno-Hatta Aéroport international de Juanda Aéroport international de Hang Nadim | AOC 121                                                    |
| NAM Air            |       | IN   | LKN  | NAM               | Aéroport international de Soekarno-Hatta | Filiale et branche régionale de Sriwijaya Air              |
| Sriwijaya Air      |       | SJ   | SJY  | SRIWIJAYA         | Aéroport international de Soekarno-Hatta Aéroport international de Juanda Aéroport international Sultan Hasanuddin Aéroport international Ngurah Rai Aéroport international de Kualanamu                                             | AOC 121                                                    |
| Susi Air           |       | SI   | SQS  | SKY QUEEN         | Aéroport de Cijulang Nusawiru Aéroport international Halim Perdanakusuma Aéroport international de Kualanamu Aéroport international de Juwata Aéroport El Tari Aéroport international Frans Kaisiepo Aéroport international de Mopah | PT Asi Pudjiastuti AOC 135                                 |
| TransNusa          |       | 8B   | TNU  | TRANSNUSA         | Aéroport El Tari |                                                            |
| Trigana Air        |       | IL   | TGN  | TRIGANA           | | AOC 121                                                    |
| Wings Air          |       | IW   | WON  | WINGS ABADI       | | Filiale LCC et branche régionale de Lion Air Group AOC 121 |
| Xpress Air         |       | XN   | XAR  | TRAVEL EXPRESS    | | PT Travel Express AOC 121                                  |

## Compagnies aériennes charter
| Compagnie aérienne      | Image | IATA | OACI | Indicatif d'appel | Aéroport (s) Hub                                                                    | Remarques       |
| ----------------------- | ----- | ---- | ---- | ----------------- | ----------------------------------------------------------------------------------- | --------------- |
| Airfast Indonésie       |       | FS   | AFE  | AIRFAST           | Aéroport international Soekarno-Hatta                                               | AOC 135         |
| EastIndo                |       |      | ESD  | EASTINDO          | Aéroport international Halim Perdanakusuma                                          | AOC 135         |
| Gatari Air Service      |       |      | GHS  | GATARI            | Aéroport international Halim Perdanakusuma Aéroport de Sepinggan Aéroport de Wamena |                 |
| Indonesia Air Transport |       | I8   | IDA  | INTRA             | Aéroport international Halim Perdanakusuma                                          |                 |
| Pelita Air              |       | 6D   | PAS  | PELITA            | Aéroport de Pondok Cabe Aéroport international Halim Perdanakusuma                  | AOC 121 AOC 135 |
| Premiair                |       |      | ESD  | EASTINDO          | Aéroport international Halim Perdanakusuma                                          | AOC 135         |
| Travira Air             |       | TR   | TVV  |                   | Aéroport international Halim Perdanakusuma                                          |                 |

## Compagnies aériennes cargo
| Compagnies aériennes      | Image | OACI | IATA | Indicatif d'appel | Aéroport Hub                          | Remarques |
| ------------------------- | ----- | ---- | ---- | ----------------- | ------------------------------------- | --------- |
| Auvia Air                 |       | UVT  | RH   | AUVIA             |                                       |           |
| Cardig Air                |       | CAD  | 8F   | CARDIG AIR        | Aéroport international Soekarno-Hatta | AOC 121   |
| Republic Express Airlines |       | RPH  | RH   | PUBLIC EXPRESS    |                                       |           |
| ri-MG Intra Asia Airlines |       | TMG  | GY   | TRILINES          | Aéroport international Soekarno-Hatta | AOC 121   |
| My Indo Airlines          |       | MYU  | 2Y   | MYINDO            | Aéroport international Soekarno-Hatta | AOC 121   |

## Autres compagnies aériennes
- Air Born Indonésie
- Asco Nusa Air
- Taxi aérien de Deraya
- Service aérien de Dirgantara
- Ekspres Transportasi Antarbenua
- Mimika Air
- Megantara Air
- Transwisata Prima Aviation